# Seznam francoskih šansonjerjev
Seznam francoskih šansonjerjev.

## A
- Isabelle Aubret
- Charles Aznavour

## B
- Brigitte Bardot
- Alain Barrière
- Gilbert Bécaud
- André Berthomieu
- Jacqueline Boyer (Jacqueline Ducos)
- Georges Brassens
- Jacques Brel
- Carla Bruni-Sarkozy

## C
- Jeanne Cherhal
- André Claveau
- Eddie Constantine
- Marion Cotillard?

## D
- Dalida
- Camille Dalmais
- Joe Dassin

## F
- Léo Ferré

## G
- France Gall
- Juliette Gréco

## K
- Patricia Kaas
- Anna Karina (Hanne Karin Bayer)

## L
- Félix Leclerc (Kanadčan po rodu)

## M
- Mathias Malzieu
- Mireille Mathieu
- Yves Montand (Ivo Livi)

## P
- Jean-Claude Pascal
- Edith Piaf

## R
- Serge Reggiani
- Olivia Ruiz (r. Olivia Blanc; oče Didier Blanc)

## S
- William Sheller

## Z
- Zaz (pevka)